# Adelofagi
Gli Adelofagi (dal greco di nascosto e mangiare) erano una setta cristiana, forse dell'Asia Minore, ricordata dagli eresiologi dei secoli IV e V.
I suoi adepti ritenevano indegno che un cristiano mangiasse in presenza di altre persone. Anche a causa di tale pratica, la setta andò rapidamente estinguendosi.
La setta negava la divinità dello Spirito Santo.